# Iselica ovoidea
Iselica ovoidea är en snäckart som först beskrevs av Gould 1853.  Iselica ovoidea ingår i släktet Iselica och familjen Amathinidae. Inga underarter finns listade i Catalogue of Life.

## Bildgalleri

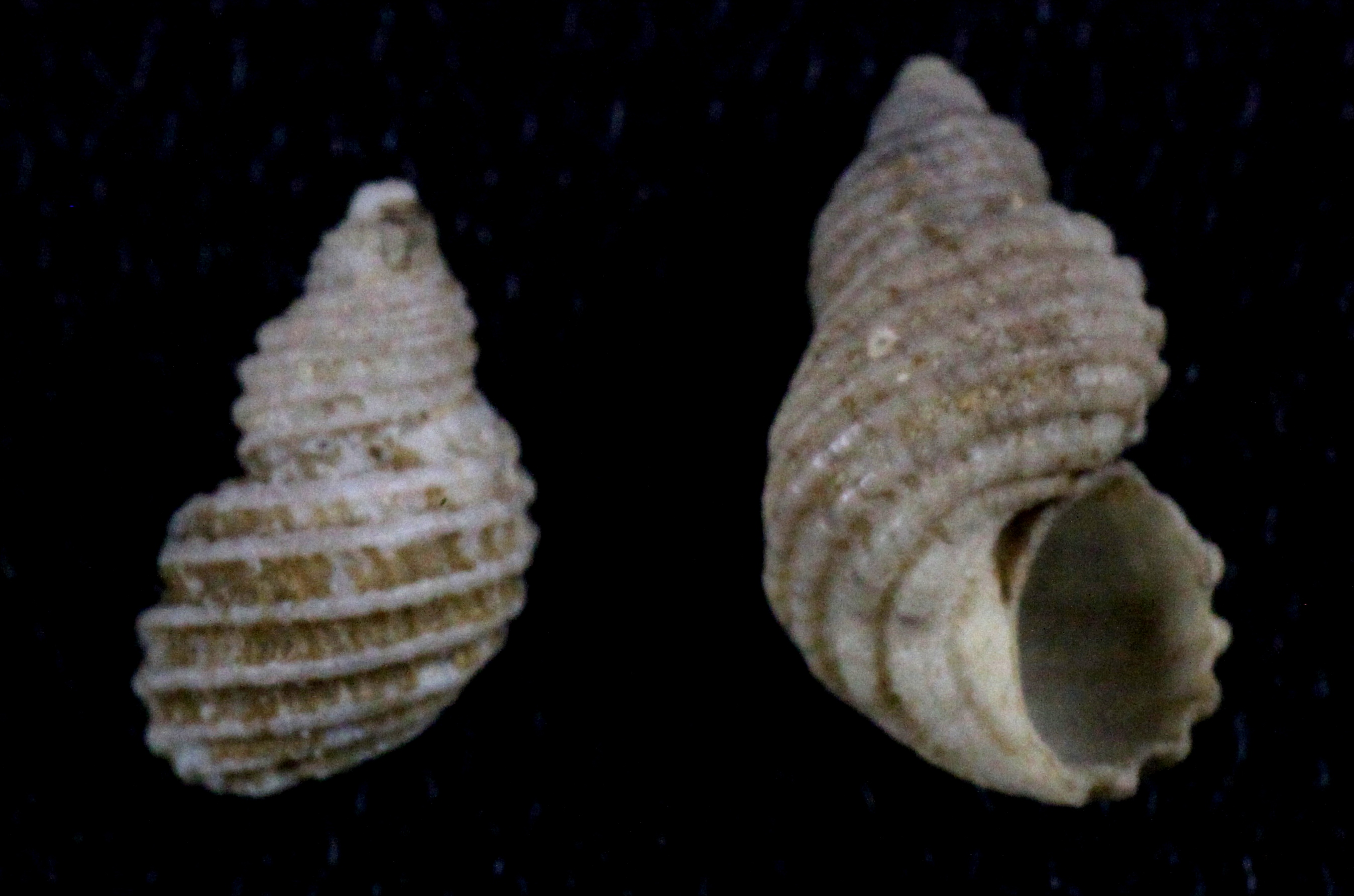
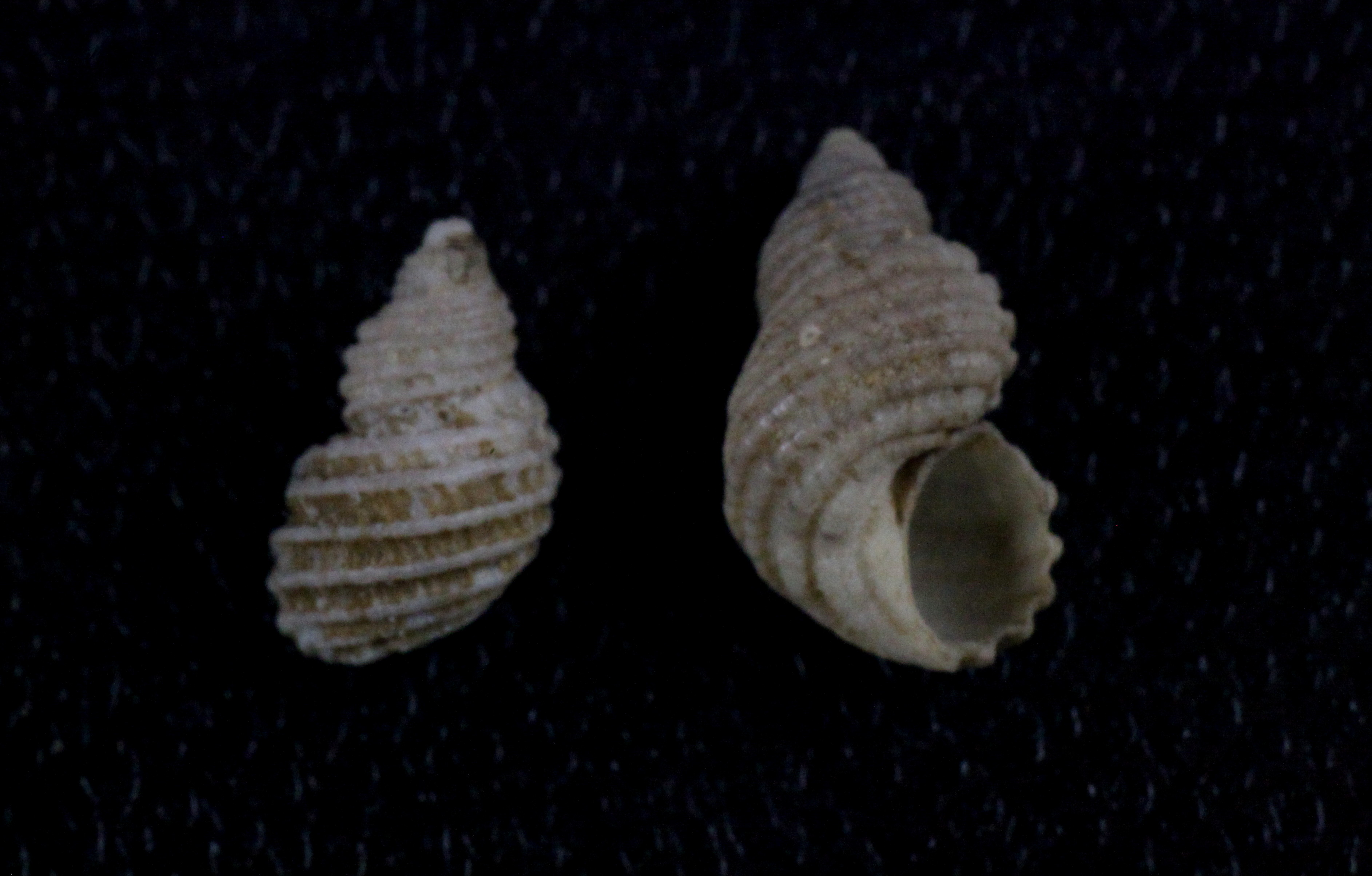